# Canton de Schiltigheim
Le canton de Schiltigheim est une circonscription électorale française située dans le département du Bas-Rhin, en région Grand Est.

## Histoire
- Le canton de Schiltigheim s'appelait canton d'Oberhausbergen jusqu'en 1835.

- De 1833 à 1836, les cantons de Schiltigheim et de Truchtersheim avaient le même conseiller général. Le nombre de conseillers généraux était limité à 30 par département.

- Le canton de Schiltigheim est réduit une première fois par le décret no 73-670 du 13 juillet 1973 créant le canton de Mundolsheim[3].

- Il est à nouveau réduit par le décret no 82-36 du 15 janvier 1982 créant le canton de Bischheim[4].

- À la suite du redécoupage cantonal de 2014, les limites territoriales du canton sont à nouveau remaniées. Le nombre de communes du canton passe de 1 à 2.

## Représentation

### Conseillers généraux de 1833 à 1871 et de 1919 à 2015
| Période                                  | Période          | Identité                          | Étiquette                       | Qualité |
| ---------------------------------------- | ---------------- | --------------------------------- | ------------------------------- | --- |
| 1833                                     | 1835 (décès)     | Jean Charles Magnier-Grandprez    | Minorité ministérielle          | Inspecteur des douanes - Propriétaire à Hangenbieten Député (1815-1823)                                                         |
| 1835                                     | 1836 (décès)     | Vicomte François Grouvel          |                                 | Lieutenant-général, Strasbourg                                                                                                  |
| 1836                                     | 1837             | Théodore Humann fils (1803-1873)  | Majorité ministérielle          | Négociant à Strasbourg Auditeur au Conseil d'État Receveur-général Député (1846-1848) Maire de Strasbourg (1864-1870)           |
| 1837                                     | 1848             | Félix Momy                        |                                 | Avocat et bâtonnier à Strasbourg                                                                                                |
| 1848                                     | 1852             | Georges Antoine de Chaveheid      |                                 | Notaire à Bischheim |
| 1852                                     | 1867             | Eugène Roudolphi (1797-?)         |                                 | Notaire royal, maire de Schiltigheim                                                                                            |
| 1867                                     | 1871             | Adolphe Edouard Lemaistre-Chabert |                                 | Propriétaire, rentier, Maire de Strasbourg (1855-?)                                                                             |
| 1871                                     | 1919             | occupation allemande              |                                 | |
| 1919                                     | 1925             | Émile Fuerstoss (1872-1928)       | SFIO puis PC-SFIC               | Cheminot à Schiltigheim |
| 1925                                     | 1931             | Émile Rhein                       | Républicain Démocrate           | Propriétaire à Schiltigheim |
| 1931                                     | 1940             | Adolphe Sorgus (1884-1947)        | SFIO                            | Relieur Maire de Schiltigheim (1920-1947)                                                                                       |
|                                          |                  |                                   |                                 | |
| 1945                                     | 1947 (décès)     | Adolphe Sorgus                    | SFIO                            | Maire de Schiltigheim (1920-1947)                                                                                               |
| 14 décembre 1947                         | 1973             | Georges Ritter                    | RPF puis CNIP puis UNR puis UDR | Directeur général de la Société anonyme des chemins de fer de Schiltigheim Député (1968-1973) Maire de Schiltigheim (1947-1971) |
| 1973                                     | 1979             | Jean-Claude Burckel               | RPR                             | Fonctionnaire territorial Député (1973-1978)                                                                                    |
| 1979                                     | 1993 (démission) | Alfred Muller                     | PS puis MDA                     | Enseignant Maire de Schiltigheim (1977-2008) Député du Bas-Rhin (1993-1997)                                                     |
| 1993                                     | 1998             | Christian Fiegel                  | DVG                             | Professeur d'Expertise Comptable Adjoint au maire de Schiltigheim                                                               |
| 1998                                     | 2004             | Alfred Muller                     | MDA                             | Maire de Schiltigheim |
| 2004                                     | 2011             | Andrée Munchenbach                | MoDem                           | Professeure de collège Conseillère municipale de Schiltigheim                                                                   |
| 2011                                     | 2015             | Raphaël Nisand                    | PS                              | Avocat Maire de Schiltigheim (2008-2014)                                                                                        |
| Les données manquantes sont à compléter. |                  |                                   |                                 | |

#### Résultats élections cantonales 2011
1er tour :
- Inscrits : 16 955
- Abstentions : 10 940 (64,52 %)
- Votants : 6 015 (35,48 %)
- Blancs et nuls : 93 (0,55 %)
- Exprimés : 5 922 (34,93 %)

- Raphaël Nisand (PS) 28,7 % (1 702 voix)
- Diana Garnier-Lang (FN) 18,7 % (1 110 voix)
- Andrée Munchenbach (Les Verts) 17,2 % (1 021 voix)
- Jean-Marie Kutner (NC) 17,1 % (1 013 voix)
- Denis Maurer (ECO) 12,2 % (722 voix)
- Jean-Luc Muller (FDG) 3,1 % (185 voix)
- Claude Weber (AUT) 2,11 % (125 voix)
- Hervé Gourvitch (EXG) 0,7 % (44 voix)

2e tour :
- Raphaël Nisand (PS) 68,7 % (4 150 voix)
- Diana Garnier-Lang (FN) 31,3 % (1 892 voix)

### Conseillers d'arrondissement (de 1833 à 1871 et de 1919 à 1940)
Le canton de Schiltigheim avait deux conseillers d'arrondissement à partir de 1919. 
| Période                                  | Période | Identité                             | Étiquette | Qualité |
| ---------------------------------------- | ------- | ------------------------------------ | --------- | --- |
| 1833                                     | 1848    | Chrétien Frédéric Hiller (1783-1856) |           | Cafetier, fabricant de vinaigre, marchand de vin à Schiltigheim                                             |
|                                          |         |                                      |           | |
| 1922                                     | 1940    | Alfred Quiri (1894-1944)             | PC-SFIC   | Employé de bureau, conseiller municipal de Wolfisheim Guillotiné le 13 ou le 19 avril 1944 à Stuttgart      |
| 1922                                     | 1928    | Charles Bock (1884-1942)             | SFIO      | Ouvrier des chemins de fer, maire de Bischheim (1919-1935)                                                  |
| 1928                                     | 1934    | Émile Riehl (1895-1966)              | PC-SFIC   | Aubergiste à Schiltigheim                                                                                   |
| 1934                                     | 1940    | Albert Sorgus (1902-1990)            | PC-SFIC   | Ouvrier, Schiltigheim                                                                                       |
| 1940                                     |         |                                      |           | Les conseils d'arrondissement ont été suspendus par la loi du 12 octobre 1940 et n'ont jamais été réactivés |
| Les données manquantes sont à compléter. |         |                                      |           | |

### Conseillers départementaux à partir de 2015
| Période élective | Période élective | Mandat | Mandat   | Identité          | Nuance | Nuance | Qualité |
| ---------------- | ---------------- | ------ | -------- | ----------------- | ------ | ------ | --- |
| 2015             | 2021             | 2015   | 2021     | Danielle Diligent |        | UDI    | Agent immobilier (retraitée) Conseillère municipale de Schiltigheim Vice-présidente du Conseil Départemental |
| 2015             | 2021             | 2015   | 2021     | Jean-Louis Hoerlé |        | LR     | Président de la CCI d'Alsace Maire de Bischheim depuis 2014                                                  |
| 2021             | 2028             | 2021   | en cours | Danielle Diligent |        | UDI    | Conseillère sortante                                                                                         |
| 2021             | 2028             | 2021   | en cours | Jean-Louis Hoerlé |        | LR     | Conseiller sortant 9e vice-président chargé du territoire de l'Eurométropole de Strasbourg                   |

À l'issue du 1er tour des élections départementales de 2015, deux binômes sont en ballotage : Danielle Diligent et Jean-Louis Hoerle (Union de la Droite, 27,81 %) et Denis Gabel et Laure Pfiffer (FN, 23,67 %). Le taux de participation est de 41,05 % (11 040 votants sur 26 895 inscrits) contre 47,83 % au niveau départemental et 50,17 % au niveau national.
Au second tour, Danielle Diligent et Jean-Louis Hoerle (Union de la Droite) sont élus avec 70,47 % des suffrages exprimés et un taux de participation de 39,68 % (6 836 voix pour 10 672 votants et 26 895 inscrits).

## Composition

### Composition avant 1973
Le canton de Schiltigheim comptait dix-sept communes.
- Achenheim,
- Bischheim,
- Breuschwickersheim,
- Eckbolsheim,
- Hangenbieten,
- Hœnheim,
- Ittenheim,
- Lampertheim,
- Mittelhausbergen,
- Mundolsheim,
- Niederhausbergen,
- Oberhausbergen,
- Oberschaeffolsheim,
- Reichstett,
- Schiltigheim,
- Souffelweyersheim,
- Wolfisheim.

### Composition de 1973 à 1982
De 1973 à 1982, le canton de Schiltigheim comprenait trois communes :
- Bischheim,
- Hœnheim,
- Schiltigheim.

### Composition de 1982 à 2015
Après le redécoupage de 1982, le canton de Schiltigheim est composé de la seule commune de Schiltigheim.

### Composition depuis 2015
Le canton de Schiltigheim compte désormais deux communes entières.
| Nom                                  | Code Insee | Intercommunalité            | Superficie (km2) | Population (dernière pop. légale) | Densité (hab./km2) | Modifier                                    |
| ------------------------------------ | ---------- | --------------------------- | ---------------- | --------------------------------- | ------------------ | ------------------------------------------- |
| Schiltigheim (bureau centralisateur) | 67447      | Eurométropole de Strasbourg | 7,63             | 34 382 (2022)                     | 4 506              | modifier les données · modifier les données |
| Bischheim                            | 67043      | Eurométropole de Strasbourg | 4,41             | 18 289 (2022)                     | 4 147              | modifier les données · modifier les données |
| Canton de Schiltigheim               | 6715       |                             | 12,04            | 52 671 (2022)                     | 4 375              | modifier les données                        |

## Démographie

### Démographie avant 2015
| 1962   | 1968   | 1975   | 1982   | 1990   | 1999   | 2006   | 2011   | 2012   |
| ------ | ------ | ------ | ------ | ------ | ------ | ------ | ------ | ------ |
| 25 081 | 29 198 | 30 144 | 29 574 | 29 155 | 30 841 | 31 239 | 31 633 | 31 691 |

### Démographie depuis 2015
En 2022, le canton comptait 52 671 habitants, en évolution de +7,51 % par rapport à 2016 (Bas-Rhin : +3,17 %, France hors Mayotte : +2,11 %).
| 2013   | 2018   | 2022   |
| ------ | ------ | ------ |
| 48 882 | 50 206 | 52 671 |